# Opisthotropis maculosa
Espèce
Synonymes
- Opisthotropis maculosus Stuart & Chuaynkern, 2007

Statut de conservation UICN

 DD  : Données insuffisantes
Opisthotropis maculosa est une espèce de serpents de la famille des Natricidae. 

## Répartition
Cette espèce se rencontre, :
- en Thaïlande dans la province de Nong Khai ;
- en République populaire de Chine dans les provinces du Guangdong et du Guangxi.

## Description
L'holotype de Opisthotropis maculosa, un mâle adulte, mesure 520 mm dont 110 mm pour la queue. Cette espèce a les yeux noirs. Le dessus de sa tête est noir brillant tacheté de jaune. Son dos et sa queue sont noir brillant dessus et présentent une tache jaune au niveau de chaque écaille, cette tache devenant plus grande sur ses flancs. Les écailles de sa face ventrale sont jaunes avec des bords antérieurs et latéraux noirs. C'est un serpent ovipare.

## Étymologie
Son nom d'espèce, du latin maculosus, « tacheté », lui a été donné en référence à sa livrée.

## Publication originale
- Stuart & Chuaynkern, 2007 : A new Opisthotropis (Serpentes: Colubridae: Natricinae) from Noetheastern Thailand. Current Herpetology, vol. 26, no 1, p. 35-40 (texte intégral).